# Enhärjar

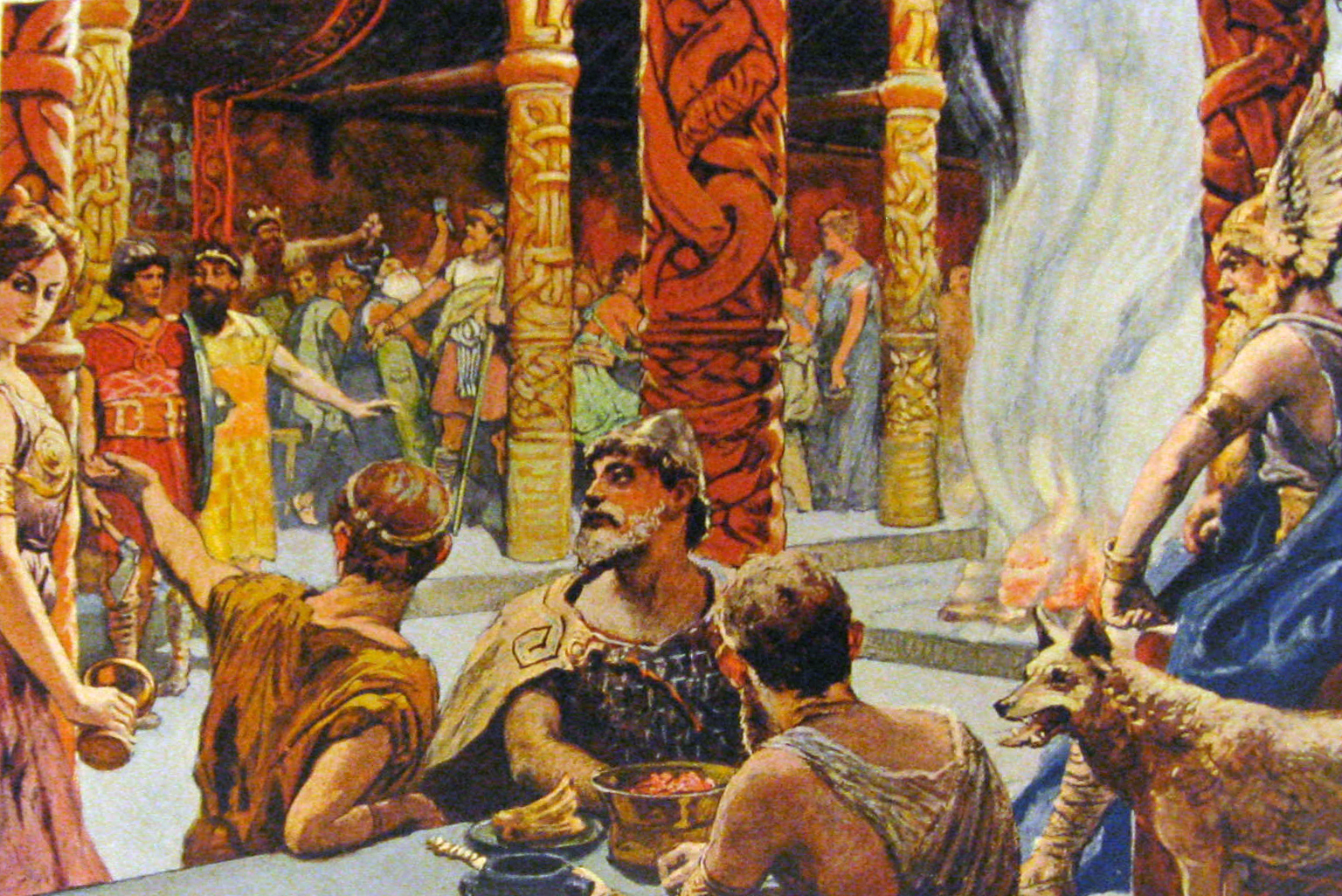
Valhall. Målning från omkring 1905.

Enhärjar (fornnordiska: einherjar) var i nordisk mytologi de hjältar som faller i strid. Oden upptar dem som sina  söner i Valhall och Vingolf, men även Freja sägs få halva antalet fallna.

## Etymologi
Enhärjar (fornnordiska: einherjar, nysvenska: einhärjar) är plural av enhärje (fornnordiska: einheri), besläktat med 'här' och 'härja'. Vad ordet einherjar betyder är inte helt klart. Den vanligaste översättningen är “de som utgör en här”, alternativt "de som själva utgör en här" ('enmanshärar'). Tolkningen “de som strider ensamma” har också föreslagits, vilket exempelvis kan kopplas till bärsärkar, även kallade Odenskrigare, vilka sägs ha föredragit strid ensamma. Men förledet ein- kan även betyda “enastående, oförliknelig”. I så fall skulle ordet kunna betyda “de makalösa krigarna” eller "de utvalda krigarna".
Entalsformen einheri finns endast dokumenterad på ett enda ställe i källskrifterna, nämligen i Lokasenna 60, där Loke beskyller Tor för att ha betett sig som en skrämd “enhärje” den gång då han hukade i tummen på Utgårdalokes handske. Språkforskaren Guðbrandur Vigfússon ansåg dock att mansnamnet Einar (isländskt nominativ Einarr) skulle vara identiskt med singularformen einheri.

## Snorres Edda
“En väldig mängd människor finns det i Valhall,” skriver Snorre Sturlasson, som också citerar en strof ur Grímnismál för att illustrera detta:
| Fem hundra dörrar och fyrtio därtill, så tror jag det är i Valhall. Åtta hundra enhärjar går samtidigt genom var dörr, när de beger sig att kämpa med ulven. | Fimm hundrað dura ok of fjórum tøgum, svá hygg ek á Valhǫllu vera. Átta hundruð einherja ganga senn ór einum durum þá er þeir fara með vitni at vega. |  |

Det rör sig här om stora hundraden, vilket var vad ordet hundrað betydde vid denna tid. Det är alltså 960 enhärjar (8×120), som marscherar i bredd genom var och en av de 640 portarna (5×120+40), när Ragnarök stundar. I allt blir det 614 400 man – och det är bara första ledet. Hur många led som återstår omtalas inte, men Snorre försäkrar att hallen är så stor att det inte råder trängsel därinne.
Hur enhärjarna fördriver tiden i väntan på Ragnarök berättar Snorre i Gylfaginning, kapitlen 38–41. 
| Varje dag när de har klätt sig, då rustar de sig och går ut på gården och kämpar och fäller varandra. Det är deras idrott. Och när det lider fram emot morgonmålstid, då rider de hem till Valhall och sätter sig att dricka. | Hvern dag þá er þeir hafa klæzk þá hervæða þeir sik ok ganga út í garðinn ok berjask ok fellr hverr á annan. Þat er leikr þeira. Ok er líðr at dǫgurðarmáli þá ríða þeir heim til Valhallar ok setjask til drykkju. |  |

För att styrka detta refererar Snorre till Vafþrúðnismál:
| Enhärjarna öva på Odins gårdstun vigverk varje dag; de döma om manfall och dädan de rida – sen sitta de såte tillsammans. | Allir einherjar Óðins túnum í hǫggvask hverjan dag. Val þeir kjósa ok ríða vígi frá, sitja meir um sáttir saman. |  |

Gudakocken Andrimner tillagar en festmåltid av grisen Särimners fläsk i kitteln Eldrimner, vartill serveras mjöd som mjölkats från geten Heidrun, vilken betar av Yggdrasils blad (eller barr). De passas upp av valkyrjor.

## Förebilder
Föreställningen om enhärjar har nära beröringspunkter med den sannolikt äldre myten om Hjadningaslaget (Hjaðningavíg), som finns i flera varianter. I denna pågår kampen oförtrutet, dag efter dag, eftersom de stupade ständigt återuppväcks med trolldom av den valkyrieliknande Hildr, hos vilken man, enligt Folke Ström, “igenkänner stridens och den mörka trolldomens gudinna Freyja, om vilken det heter [i Grímnismál 14] att hon delar valen, de i strid fallna, med Oden.”
Magnus Olsen föreslog att skildringen av enhärjarna i Grímnismál kan ha inspirerats av de romerska gladiatorspelen i Colosseum, vilket också skulle förklara varför Valhall har så många dörrar. Kanske har diktaren tänkt sig Valhall som ett runt Colosseum i kolossalformat.
Flera forskare, främst bland dem Otto Höfler, har antagit ett samband mellan enhärjarna och hariernas “spökhär” (feralis exercitus) som omtalas av Tacitus i Germania, kapitel 43. Folknamnet harier (på latin harii) kommer från gotiskans harjis (“krigshär”) och tycks vara etymologiskt besläktat med efterledet -herjar i einherjar. Man kan här jämföra med Odensnamnen Herjan och Herjafǫðr. Enhärjarna skulle då ha varit religiöst motiverade krigarband, som opererade nattetid i dödsguden Odens namn och vilkas härjningar även antogs ha givit upphov till sägnerna om den vilda jakten. De flesta av dessa teorier har dock numera övergivits.